# Щастливият Гилмор
„Щастливият Гилмор“ (на английски: Happy Gilmore) е американска комедия от 1996 г., бележещ началото в сътрудничеството между режисьор Денис Дюган и актьор Адам Сандлър. Сценарият е дело на Тим Хърлихи и Сандлър. В лентата участват още актьорите Кристофър Макдоналд, Джули Баунен и Карл Уедърс.
Филма разказва историята на неуспешен хокеист, надарен с невероятно добър удар, който за да спаси къщата на баба си от продан, се записва да участва в професионален турнир по голф.
Кинопродуктът има смесени отзиви сред филмовата критика.

## Сюжет
Внимание:  Текстът по-долу разкрива сюжета на произведението (или части от него)!
Щастливият Гилмор, е неудачник, чиято единствена мечта е да стане професионален хокеист още от ранна детска възраст. Няколко пъти кандидатства за професионалната хокейна лига на Америка, но винаги получава откази. След поредния такъв и раздялата с приятелката му, Гилмор научава, че баба му дължи на държавата $270 000 и ако не ги плати в срок от 90 дни, къщата ѝ ще бъде конфискувана и продадена. В облог, отправен от двама хамали, изнасящи покъщнината, Гилмор открива, че може да прати голф топка на повече от 350 м и че това може да му донесе пари. Неуспешният хокеист започва да посещава местното голф игрището, където използва необикновените си възможности, за да се обзалага с членовете от голф клуба.
Чъбс Петърсън забелязва недодялания в играта младеж и предлага да го обучи безплатно. Гилмор е крайно негативен към голфа, но заради паричната сума се записва в „Уотърбери Оупън“ – местен голф турнир, чийто победител печели участие в професионалния турнир. Въпреки неадекватното си поведение към играта, младият голфър успява да спечели надпреварата и вниманието на присъстващите. Гилмор отхвърля предложението на Петерсън да го обучи и решава да продължи нататък сам.
В следващите срещи от турнира новият голф участник постепенно почва да се изкачва в професионалната листа, а популярността му сред зрителите става огромна. Заради грубото си поведение и нестандартното си държание Гилмор е застрашен от изключване, но Вирджиния Венит се застъпва за него, под предлог, че колоритния играч може да вкара допълнително пари в турнира. По-късно между двамата започва романтична връзка. Междувременно нарастващата популярност на нестандартния голфър предизвиква завистта на Шутър Макгавин. Макгавин се заема да отстрани своя противник, като се възползва от избухливия характер на опонента си.
След спречкване с известния телевизионен водещ Боб Баркър, Гилмор е временно отстранен от турнира. Чрез телевизионна реклама отстраненият състезател набира пари, за да откупи къщата на баба си, но тя вече е продадена на нов собственик – Шутър Макгавин. Той отправя условие на опонента си: ако Гилмор победи в състезанието получи къщата обратно, но ако загуби ще се откаже от голфа завинаги. Щастливият Гилмор се връща при Чъбс Петърсън за помощ. Преди да загина от нелепа смърт, Петърсън оставя ценен съвет на своя ученик: преди ударите на късо разстояние, които не се отдават на Гилмор, да мисли положително.
Следващите дни между Гилмор и Макгавин се състои ожесточена надпревара. Любимецът на публиката се изравнява със своя опонент, използвайки хокейния стик, подарен от покойния му треньор. Добрата игра на Гилмор е възпрепятствана, когато е блъснат от фолксваген, каран от човек, нает от Макгавин. Пострадалият играч почва да пада в листата, но съвета на Петърсън му дава сили да продължи състезанието. Изоставящият голф състезател отново влиза във форма и се изравнява с опонента си. Необичайна злополука усложнява последния удар на Гилмор. Желязна конструкция пада върху топката и състезателят трябва да направи удар, възпрепятстван от десетки пречки. Гилмор успява да запрати топката в точен ъгъл, който я насочва по различни железа и тръби, и в крайна сметка попадне в дупката. Новият голф играч печели златното сако и връща къщата на баба си.

## Актьорски състав
| Актьор              | Персонаж          | Име в оригинал  | Кратко описание                                     |
| ------------------- | ----------------- | --------------- | --------------------------------------------------- |
| Адам Сандлър        | Щастливият Гилмор | Happy Gilmore   | Хокеист с избухлив характер, притежаващ силен удар. |
| Кристофър Макдоналд | Шутър Макгавин    | Shooter McGavin | Професионален голф играч и фаворит в турнира.       |
| Джули Боунен        | Вирджиния Венит   | Virginia Venit  | Работник във връзки с обществеността.               |
| Франсис Бей         | Баба              | Grandma         | Бабата на Гилмор.                                   |
| Карл Уедърс         | Чъбс Петърсън     | Chubbs Peterson | Легендарен голф играч и треньор на Гилмор.          |
| Денис Дюган         | Дъг Томсън        | Doug Thompson   | Президент на голф турнира.                          |
| Алън Ковърт         | Ото               | Otto            | Бездомник, нает от Гилмор за кеди.                  |
| Джо Флеърти         | Доналд            | Donald          | Груб зрител, нает от Макгавин.                      |
| Кевин Нилън         | Гари Портър       | Gary Potter     | Голф играч, който дразни Гилмор.                    |
| Ричард Кил          | Г-н Ларсън        | Mr. Larson      | Бивш шеф на Гилмор.                                 |
| Боб Баркър          | Боб Баркър        | Bob Barker      | Известен телевизионен водещ.                        |
| Ли Тревино          | Ли Тревино        | Lee Trevino     | Професионален играч по голф.                        |
| Върнън Лъндкуист    | Върнън Лъндкуист  | Verne Lundquist | Коментатор на голф срещите.                         |
| Марк Ляй            | Марк Ляй          | Mark Lye        | Професионален голф играч.                           |
| Джаред Ван Снелберг | Кеди              | Kaddy           | Първото кеди на Гилмор.                             |
| Бен Стилър          | Хал               | Hal             | Садистичен санитар на старчески дом.                |

## Приходи
Филмът е финансов успех, събиращ приходи на територията на Северна Америка $38 824 099 и от другите страни – $2 381 000, което прави общо $41 205 099. В отварящия уикенд от 16 до 18 февруари 1996 г. лентата печели $8 514 125, което го класира на второ място за трите дни от премиерата си. За цялата седмица (16 – 22 февруари) „Щастливият Гилмор“ натрупва $12 154 210 и завоюва на третата позиция. За годината филмът е поставен на 37 място по приходи само на територията на Северна Америка, и 42 в световен мащаб. В класацията за приходи от първия уикенд от премиерата, лентата на Дюган достига 47 място.

## В популярната култура
В лентата на Дюган гост участие заема известния американската телевизионна звезда Боб Баркър, който играе себе си. В турнира по голф Гилмор трябва да играе заедно с известна знаменитост в лицето на Баркър. Скоро отношенията между тях се изострят и стиат до сбиване. На 8 март 2015 г. в шоуто „Night of Too Many Stars“ по американския канал „Comedy Central“, включва сигмент с участието на Сандлър и Баркър. Скечът се разиграва в болница, където Щастливият Гилмор посещава пострадалия тв водещ. Подобно на филмът, двойката изпада в обиди, които прерастват в сцени на насилие.

## В България
През 2006 г. bTV излъчи филма с български дублаж за телевизията. Екипът се състои от:
| Преводач            | Даниела Славчева                                                                             |
| Тонрежисьор         | Радослав Колев                                                                               |
| Режисьор на дублажа | Здрава Каменова                                                                              |
| Озвучаващи артисти  | Лидия Вълкова Йорданка Илова Пламен Манасиев Александър Воронов Тодор Георгиев Христо Узунов |

На 29 март 2009 г. е излъчен по Нова телевизия с втори войсоувър дублаж на Арс Диджитал Студио, чийто име не се споменава. Екипът се състои от:
| Преводач            | Константин Николов                                                                    |
| Режисьор на дублажа | Ралица Ботева                                                                         |
| Тонрежисьор         | Михаил Михайлов                                                                       |
| Озвучаващи артисти  | Силвия Русинова Христина Ибришимова Васил Бинев Александър Воронов Светозар Кокаланов |

### Издание в България
Филмът е издаден на DVD през 2006 г. от Prooptici Bulgaria, единствено за домашна употреба.